# Mistrovství Evropy v basketbalu žen 1987
21. mistrovství Evropy v basketbalu žen proběhlo v dnech 4. – 11. září ve španělských městech Cádiz, Jerez de la Frontera a El Puerto de Santa María.
Turnaje se zúčastnilo 12 týmů, rozdělených do dvou šestičlenných skupin. První dvě družstva postoupila do semifinále. Týmy, které skončily na třetím a čtvrtém místě hrály o 5. – 8. místo a týmy na pátém a šestém místě hrály o 9. – 12. místo. Mistrem Evropy se stalo družstvo Sovětského svazu.

## Výsledky a tabulky

### Skupina A
|    |          | URS    | HUN    | SWE    | FRA    | POL    | ROM   | V | P | Skóre   | B  |
| 1. | SSSR     | ***    | 110:70 | 136:63 | 109:47 | 95:62  | 95:52 | 5 | 0 | 545:294 | 10 |
| 2. | Maďarsko | 70:110 | ***    | 103:74 | 82:71  | 103:83 | 90:53 | 4 | 1 | 448:391 | 9  |
| 3. | Švédsko  | 63:136 | 74:103 | ***    | 83:78p | 84:81  | 76:77 | 2 | 3 | 380:475 | 7  |
| 4. | Francie  | 47:109 | 71:82  | 78:83p | ***    | 68:65  | 72:63 | 2 | 3 | 336:392 | 7  |
| 5. | Polsko   | 62:95  | 83:103 | 81:84  | 65:68  | ***    | 80:66 | 1 | 4 | 371:416 | 6  |
| 6. | Rumunsko | 52:95  | 53:90  | 77:76  | 63:72  | 66:80  | ***   | 1 | 4 | 301:413 | 6  |

 Maďarsko -  Francie 82:71 (45:29)
4. září 1987 (17:00) - Jerez
 Rumunsko -  Švédsko 77:76 (36:31)
4. září 1987 (19:00) - Jerez
 SSSR -  Polsko 95:62 (57:34)
4. září 1987 (21:30) - Jerez
 Švédsko -  Francie 83:78pp (31:40, 72:72)
5. září 1987 (17:30) - Jerez
 SSSR -  Rumunsko 95:52 (47:25)
5. září 1987 (19:30) - Jerez
 Maďarsko -  Polsko 103:83 (57:35)
5. září 1987 (21:30) - Jerez
 Francie -  Rumunsko 72:63 (38:29)
6. září 1987 (17:30) - Jerez
 Švédsko -  Polsko 84:81 (48:54)
6. září 1987 (19:30) - Jerez
 SSSR -  Maďarsko 110:70 (49:42)
6. září 1987 (21:30) - Jerez
 Polsko -  Rumunsko 80:66 (45:36)
7. září 1987 (17:30) - Jerez
 Maďarsko -  Švédsko 103:74 (50:39)
7. září 1987 (19:30) - Jerez
 SSSR -  Francie 109:47 (58:21)
7. září 1987 (21:30) - Jerez
 SSSR - Švédsko 136:63 (70:39)
8. září 1987 (17:30) - Jerez
 Francie -  Polsko 68:65 (33:28)
8. září 1987 (19:30) - Jerez
 Maďarsko -  Rumunsko 90:53 (49:33)
8. září 1987 (21:30) - Jerez

### Skupina B
|    |            | YUG    | TCH    | ITA   | ESP   | BUL    | FIN    | V | P | Skóre   | B  |
| 1. | Jugoslávie | ***    | 77:76p | 73:65 | 60:58 | 73:71p | 81:58  | 5 | 0 | 363:327 | 10 |
| 2. | ČSSR       | 76:77p | ***    | 88:60 | 49:47 | 95:76  | 100:55 | 4 | 1 | 407:314 | 9  |
| 3. | Itálie     | 65:73  | 60:88  | ***   | 73:83 | 85:74  | 87:69  | 3 | 2 | 370:387 | 8  |
| 4. | Španělsko  | 58:60  | 47:49  | 83:73 | ***   | 74:84  | 74:45  | 2 | 3 | 336:311 | 7  |
| 5. | Bulharsko  | 71:73p | 76:95  | 74:85 | 84:74 | ***    | 98:78  | 2 | 3 | 403:405 | 7  |
| 6. | Finsko     | 58:81  | 55:100 | 69:87 | 45:74 | 78:98  | ***    | 0 | 5 | 305:440 | 5  |

 Jugoslávie -  Itálie 73:65 (46:37)
4. září 1987 (16:30) - El Puerto de Santa María
 Španělsko -  Finsko 74:45 (33:19)
4. září 1987 (19:30) - El Puerto de Santa María
 ČSSR -  Bulharsko 95:76 (53:34)
4. září 1987 (21:30) - El Puerto de Santa María
 Jugoslávie -  Bulharsko 73:71pp (39:31, 63:63)
5. září 1987 (17:30) - El Puerto de Santa María
 ČSSR -  Španělsko 49:47 (27:20)
5. září 1987 (19:30) - El Puerto de Santa María
 Itálie -  Finsko 87:69 (47:36)
5. září 1987 (21:30) - El Puerto de Santa María
 Jugoslávie -  Španělsko 60:58 (38:24)
6. září 1987 (12:00) - El Puerto de Santa María
 ČSSR -  Finsko 100:55 (54:33)
6. září 1987 (19:00) - El Puerto de Santa María
 Itálie -  Bulharsko 85:74 (35:42)
6. září 1987 (21:00) - El Puerto de Santa María
 ČSSR -  Itálie 88:60 (39:35)
7. září 1987 (17:30) - El Puerto de Santa María
 Bulharsko -  Španělsko 84:74 (50:40)
7. září 1987 (19:30) - El Puerto de Santa María
 Jugoslávie -  Finsko 81:58 (38:37)
7. září 1987 (21:30) - El Puerto de Santa María
 Bulharsko -  Finsko 98:78 (45:25)
8. září 1987 (17:30) - El Puerto de Santa María
 Španělsko -  Itálie 83:73 (36:36)
8. září 1987 (19:30) - El Puerto de Santa María
 Jugoslávie -  ČSSR 77:76pp (44:39, 71:71)
8. září 1987 (21:30) - El Puerto de Santa María

### Semifinále
Jugoslávie -  Maďarsko 72:71 (36:33)
10. září 1987 (17:30) - Cádiz
 SSSR -  ČSSR 89:81 (40:37)
10. září 1987 (21:30) - Cádiz

### Finále
SSSR -  Jugoslávie 83:73 (44:33)
11. září 1987 (21:00) - Cádiz

### O 3. místo
Maďarsko -  ČSSR 75:67 (38:28)
11. září 1987 (19:00) - Cádiz

### O 5. - 8. místo
Itálie -  Francie 81:65 (44:31)
10. září 1987 (12:30) - Cádiz
 Španělsko -  Švédsko 92:76 (44:34)
10. září 1987 (19:30) - Cádiz

### O 5. místo
Itálie -  Španělsko 102:87 (47:41)
11. září 1987 (17:00) - Cádiz

### O 7. místo
Švédsko -  Francie 70:54 (32:35)
11. září 1987 (12:30) - Cádiz

### O 9. - 12. místo
Polsko -  Finsko 93:64 (49:26)
10. září 1987 (9:00) - Cádiz
 Bulharsko -  Rumunsko 106:71 (61:30)
10. září 1987 (10:45) - Cádiz

### O 9. místo
Bulharsko -  Polsko 81:80 (43:36)
11. září 1987 (10:45) - Cádiz

### O 11. místo
Rumunsko -  Finsko 65:64 (32:27)
10. září 1987 (9:00) - Cádiz

## Soupisky
1.  SSSR
| - Jelena Tornikiduová - Olesja Barelová - Galina Savická - Viktoria Tumoaiteová | - Alexandra Leonovová - Ljudmila Jakovlevová - Natalja Sasulskaja - Irina Levčenková | - Irina Minchová - Olga Sucharnovová - Jelena Chudašovová - Olga Burjakinová |

2.  Jugoslávie
| - ANdjelija Arbutina - Danira Biličová - Razija Brčaninovičová - Polonca Dorniková | - Sladana Goličová - Telica Komvenovičová - Kornelija Kvesičová | - Bojana Milošvičová - Jasmina Perazičová - Stojna Vangelovská |

3  Maďarsko
| - Eszter Bakai - Zsuzsanna Boksay - Anna Czukorné Hollos - Sandorne Geller | - Agnes Nemeth - Anita Ratvay - Andrea Sepsei - Agnes Szabo | - Katalin Szecsi - Eva Sztojkovics - Judith Armaghani - Dorottya Petone Nagy |

## Konečné pořadí
| Pořadí           | Tým        | Z | V | P | Skóre   | B  |
| ---------------- | ---------- | - | - | - | ------- | -- |
| Zlatá medaile    | SSSR       | 7 | 7 | 0 | 717:448 | 14 |
| Stříbrná medaile | Jugoslávie | 7 | 6 | 1 | 509:482 | 13 |
| Bronzová medaile | Maďarsko   | 7 | 5 | 2 | 594:530 | 10 |
| 4.               | ČSSR       | 7 | 4 | 3 | 556:479 | 11 |
| 5.               | Itálie     | 7 | 4 | 3 | 553:539 | 11 |
| 6.               | Španělsko  | 7 | 3 | 4 | 515:489 | 10 |
| 7.               | Švédsko    | 7 | 3 | 4 | 526:621 | 10 |
| 8.               | Francie    | 7 | 2 | 5 | 455:553 | 9  |
| 9.               | Bulharsko  | 7 | 4 | 3 | 590:556 | 11 |
| 10.              | Polsko     | 7 | 2 | 5 | 544:561 | 9  |
| 11.              | Rumunsko   | 7 | 2 | 5 | 447:583 | 9  |
| 12.              | Finsko     | 7 | 0 | 7 | 433:598 | 7  |